# Why We Fight
Why We Fight é um documentário dirigido por Eugene Jarecki e coproduzido por Dinamarca, Canadá, França, Reino Unido e Estados Unidos em 2005 sobre o complexo militar-industrial. O título refere-se aos filmes de propaganda homônimas na época da Segunda Guerra Mundial, encomendado pelo governo dos Estados Unidos para justificar a sua decisão de entrar na guerra contra as Potências do Eixo..